# Spalacopsis ornatipennis
Spalacopsis ornatipennis là một loài bọ cánh cứng trong họ Cerambycidae.